# Ipeľ
L'Ipeľ - (hongarès) Ipoly - és un riu de 232 km de llargària d'Eslovàquia i d'Hongria, tributari del Danubi. Neix a la part central d'Eslovàquia, a les muntanyes Slovenské Rudohorie. Flueix cap al sud a la frontera amb Hongria, i després al sud-oest, oest i de nou al sud al llarg de la frontera fins que desemboca al Danubi a l'alçada de Szob.

## Ciutats
- Poltár
- Kalinovo
- Boľkovce
- Litke
- Szécsény
- Balassagyarmat
- Šahy
- Salka
- Szob